# Eugenio Colonnese
Eugenio Colonnese (Fuscaldo, 3 de setembro de  1929 — Santo André, São Paulo, 8 de agosto de 2008) foi um desenhista, roteirista e editor de histórias em quadrinhos brasileiro nascido na Itália. Sua mãe era nascida no Brasil e seu pai na Itália.

## Vida pessoal
Nascido na Calábria, aos dois anos de idade, mudou-se para o Brasil com os pais, em busca de maiores oportunidades de emprego e renda. Já no país, eles se estabeleceram na cidade de Santo André, em São Paulo, e alguns anos depois se mudaram para Montevidéu, no Uruguai. Na adolescência Eugenio se mudou para Buenos Aires, na Argentina. 
Colonnese teve cinco filhas Liliana, Mônica, Sandra, Valéria e Shane, Liliana tornou-se atriz, usando o nome artístico Lili Colonnese, seu neto, o guitarrista Rene Simionato, integra a banda Torture Squad.

## Biografia
Iniciou a carreira no humor gráfico, aos 13 anos de idade, publicando em uma revista de piadas do Chile.

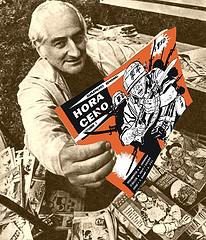
Héctor Germán Oesterheld segurando um exemplar da revista Hora Cero.

Em 1948 venceu um concurso de histórias em quadrinhos no Clube Social de La Boca, no ano seguinte, trabalhou  na revista El Tony, na capital argentina, uma quadrinização da novela de Robert Louis Stevenson, "La Resaca", logo em seguida ilustrou uma quadrinização de "La Estrella de la Araucania" de Emilio Salgari, na revista Fantasia. Também trabalhou com o personagem Ernie Pike de Héctor Germán Oesterheld na revista Hora Cero.
Em 1955, conheceu o roteirista e desenhista argentino Osvaldo Talo, formaram uma parceira em diversas histórias publicadas entre 1955 e 1963, a dupla dividiu o pseudônimo "Cota" (Colonnese-Talo) em trabalhos publicados. Em 1957, em visita à mãe em Santo André, Eugenio aproveita a viagem para apresentar seus trabalhos para EBAL de Adolfo Aizen, encomenda a ele uma quadrinização de Navio Negreiro de Castro Alves, a história foi publicada na revista Álbum Gigante em Julho de 1957. Em 1961, colaborou com a editora inglesa Fleetway Publication (responsável pela revista 2000 AD) na revista Tide War. Mudou-se para o Brasil em 1964 e fixou-se em São Paulo. Já morando no país, iniciou seus trabalhos com quadrinhos românticos pela Ediex (Editormex), editora de origem mexicana Nesse mesmo ano volta a trabalhar o parceiro argentino Osvaldo Talo, que havia decidido morar no Brasil. Na época o gênero mais popular de quadrinhos no Brasil eram as histórias de terror (seguindo uma tendência mundial, já que as histórias de terror, que eram importadas dos Estados Unidos, pararam de ser produzidas após a criação do Comics Code Authority). Por isso seu primeiro personagem de sucesso foi Mirza, a mulher vampiro, criada em 1967 criada para editora Jotaesse No mesmo ano e na mesma revista criou o Morto do Pântano, que mais tarde dividiria histórias com Mirza.
Além do gênero terror, Colonnese criou os super-heróis X-Man, Superargo, Pele de Cobra, Gato e Mylar.
Para a Editora Prelúdio, uma editora especializada em literatura de cordel, ilustrou cordéis, e as histórias de Juvêncio, o justiceiro do sertão, baseado em um programa da Rádio Piratininga no início dos anos 60, Juvêncio, um típico nordestern (um western ambientado no Nordeste brasileiro).
Em meados da década de 1960, ao lado do argentino Rodolfo Zalla (que também conheceu enquanto morava na Argentina). Fundou o Estúdio D-Arte, que, em 1981, o Estúdio se tornou uma editora, entre os títulos da editora estavam as revistas Calafrio e Mestres do Terror.
Entre 1967 e 1968, ao lado de Rodolfo Zalla, produziu histórias de guerra para publicar na versão brasileira da revista Blazing Combat da Warren Publishing, contudo, o projeto foi cancelado. Em 2011 foi publicado "War - Histórias de Guerra" pela Kalaco Editorial trazendo as histórias produzidas por Zalla. 2001, quatro de suas histórias foram publicadas no álbum "O Espírito da Guerra". O título haviam sido usado em 2003 em um álbum desenhando por Colonnese com histórias roteirizadas por Gian Danton, baseadas em histórias escritas originalmente por Luiz Meri, um outro que publicou histórias escritas por Garth Ennis para o selo Vertigo da DC Comics. As histórias originais da revista também seriam publicadas no país em 2011 na edição encadernada Combate Inglório pela Gal Editora.
Na década de 1970, deixou de produzir histórias en quadrinhos, se tornou diretor de arte de editoras como Saraiva e Ática, onde trabalhou até o final da década de 1990.
Em 1970, desenhou a "Chamada Geral - Epopéia", nessa história escrita por Pedro Anísio, Colonnese desenha vários personagens publicados pela em EBAL durante seus 25 anos de existência, como O Judoka, Superman, Tarzan, Mickey Mouse entre outros, um desconhecido garoto presente chamado Otacílio d'Assunção, que mais tarde seria conhecido como o jornalista e quadrinista Ota, e que começou a trabalhar naquele ano na editora. Ao lado do amigo Rodolfo Zalla, foi um dos responsáveis pela utilização de elementos de histórias em quadrinhos em livros didáticos

Cartaz do filme Volúpia de Mulher (1984).

Fez diversos cartazes de filmes brasileiros, dentre eles o de Esta Noite Encarnarei no Teu Cadáver (1966) e Volúpia de Mulher (1984).
Nos anos 80, voltou a produzir revistas em quadrinhos, também ficou conhecido por produzir propagandas no formato de histórias em quadrinhos do Instituto Universal Brasileiro, publicado em diversos formatinhos da Editora Abril. Para a CLUQ de Wagner Augusto, ilustrou uma revista do cowboy e empresário Beto Carrero.
No início da década de 1990, foi um dos desenhista da série Mestre Kim da Bloch Editores, baseadas no mestre de Taekwondo, Yong Min Kim, sul-coreano naturalizado brasileiro que ajudou a popularizar a arte marcial no país.
Em 2001, o editor e quadrinista Franco de Rosa, convence Colonnese a produzir novas histórias, pela editora Opera Graphica (editora onde Rosa era sócio), Talo e Rosa escrevem novos roteiros para Mirza, também pela Opera Graphica lança o livro "A Arte Exuberante de Desenhar Mulheres".
Em 2004, Eugenio Colonnese, desenhou o álbum Cangaceiros - Homens de Couro #1, com roteiro de Wilson Vieira e capa de Mozart Couto, uma publicação CLUQ (Clube de Quadrinhos).
No mesmo ano publicou pela Editora Escala em co-autoria com o quadrinista Mozart Couto, a coleção "Eugenio Colonnese - Curso Completo de Desenho", composta de 5 revista, a série se propõe a ensinar técnica de desenho artístico e pela Opera Graphica "Bruuna X", uma paródia erótica de Druuna de Paolo Eleuteri Serpieri.
Em 2005, Colonnese desenhou o personagem Mister No para a Sergio Bonelli Editore. Nesse mesmo ano foi publicado um álbum com histórias do Morto do Pântano.  No ano seguinte desenhou uma história da Tianinha, criação de Laudo Ferreira Jr. e editor Licínio Rios publicada na revista "Total", um spin-off em formatinho da revista Sexy, uma revista spin-off da revista Sexy em formatinho Em 2007, desenhou a última história protagonizada pela vampira Mirza, a partir de uma ideia de Franco de Rosa, Osvaldo Talo escreveu um roteiro para a personagem, a história foi publicada na revista Wizmania #51 (Dezembro de 2007) pela Editora Panini, na história Mirza tem um encontro fictício com seu criador. Ainda em 2007, uma arte do "Morto do Pântano" ilustrou o álbum de estréia da banda de heavy metal Guilhotine, que tinha como membro seu neto,  Rene Simionato, que uso o pseudônimo René Iron Hell. Em março de 2008 foi publicado um álbum em homenagem aos 40 anos de criação de Mirza pela Mythos Editora.
Nos últimos  anos, Eugenio Colonnese ministrava aulas de desenho na Escola Estúdio de Artes. Colonnese veio a falecer a 8 de agosto de 2008, em São Paulo, por falência múltipla dos órgãos devido a problemas de saúde ocasionado por um AVC que ele teve em junho, decorrente do consumo intenso de cigarros. O autor estava produzindo uma graphic novel sobre o médium Chico Xavier, a história escrita por Franco de Rosa só seria publicada em 2010 pela Ediouro, ao invés de trazer desenhos do Colonnese, a HQ foi desenhada pelo amigo Rodolfo Zalla.

## Publicações póstumas
Em 2009, foi publicado pela Mythos Editora "A Vida de Jesus em Quadrinhos", histórias baseadas no evangelho roteirizada por Osvaldo Talo.
Em Maio de 2010, a Editora Escala publicou o álbum "A hora do terror: Drácula de Bram Stoker", trata-se de um compilação de histórias do Drácula publicadas originalmente em preto e branco pela Editora Taika no final da década de 1960.

## Homenagens
Ganhou dois Prêmios Angelo Agostini, um 1985 e outros em 1994 na categoria Mestre dos Quadrinhos. Em 1995 foi a vez do Troféu HQ Mix de Mestre do Quadrinho Brasileiro, em Outubro de  2008 recebeu o póstumo Troféu Bigorna na categoria "Uma Vida dedicada aos Quadrinhos", Rodolfo Zalla e Gedeone Malagola (que também faleceu Outubro de 2008) também foram premiados nesse mesmo ano. Também foi nomeado comendador pelo Circolo Italiano de São Paulo. Em 2001, Watson Portela desenhou o álbum "A Última Missão"  publicado pela Opera Graphica, o álbum apresenta um crossover de vários personagens criados por Colonnese. Em 2009, Mirza serviu de modelo para o 21º Troféu HQ Mix No mesmo ano, o cineasta Cláudio Ellovitch anunciou a produção de um curta-metragem de animação do Morto do Pântano O artista foi homenageado em São Bernardo do Campo, onde uma gibiteca municipal, recebeu o nome de Eugenio Colonnese. 2019, o cartunista Marcio Baraldi lançou um  documentário dedicado a Colonnese intitulado Sobrou alguma coisa no tinteiro? Em 2016, uma arte de Colonnese foi usada no EP Return of Evil da bada Torture Squad, cujo guitarrista, Rene Simionato é neto do desenhista.